# Sachalin – notatki z podróży
Sachalin – notatki z podróży – reportaż z pobytu Antona Czechowa na Sachalinie w roku 1890. Stanowi opis geograficzny i historyczny rosyjskiego prawa i więziennictwa na Sachalinie. Autor odwiedził wszystkie więzienia, osiedla, przeprowadził spis ludności oraz zbadał życie więźniów i osiedleńców.